# Homoporus apharetus
Homoporus apharetus är en stekelart som först beskrevs av Walker 1839.  Homoporus apharetus ingår i släktet Homoporus och familjen puppglanssteklar. Arten är reproducerande i Sverige. Inga underarter finns listade i Catalogue of Life.